# Judibela
Judibela – gaun wikas samiti w środkowej części Nepalu  w strefie Narajani w dystrykcie Rautahat. Według nepalskiego spisu powszechnego z 2001 roku liczył on 881 gospodarstw domowych i 5171 mieszkańców (2523 kobiet i 2648 mężczyzn).